# اولیویا کول
اولیویا کول (به انگلیسی: Olivia Cole) (زاده ۲۶ نوامبر ۱۹۴۲؛ درگذشتهٔ ۱۹ ژانویه ۲۰۱۸) بازیگر آمریکایی بود.
از فیلم‌های معروف او می‌توان به بازی در فیلم قهرمانان اشاره کرد.